# Shopping do Méier
O Shopping do Méier é um centro comercial da cidade do Rio de Janeiro.
Localizado na Rua Dias da Cruz, no bairro carioca do Méier, o Shopping do Méier foi projetado pelo arquiteto João Henrique Rocha e aberto ao público em 1963. Atualmente conta com mais de 60 lojas, sendo duas âncoras (Lojas Americanas e C&A), além de lanchonetes fast-food, das quais se destacam o Burguer King, além disso, neste shopping tem uma unidade da academia Smart Fit.

## História

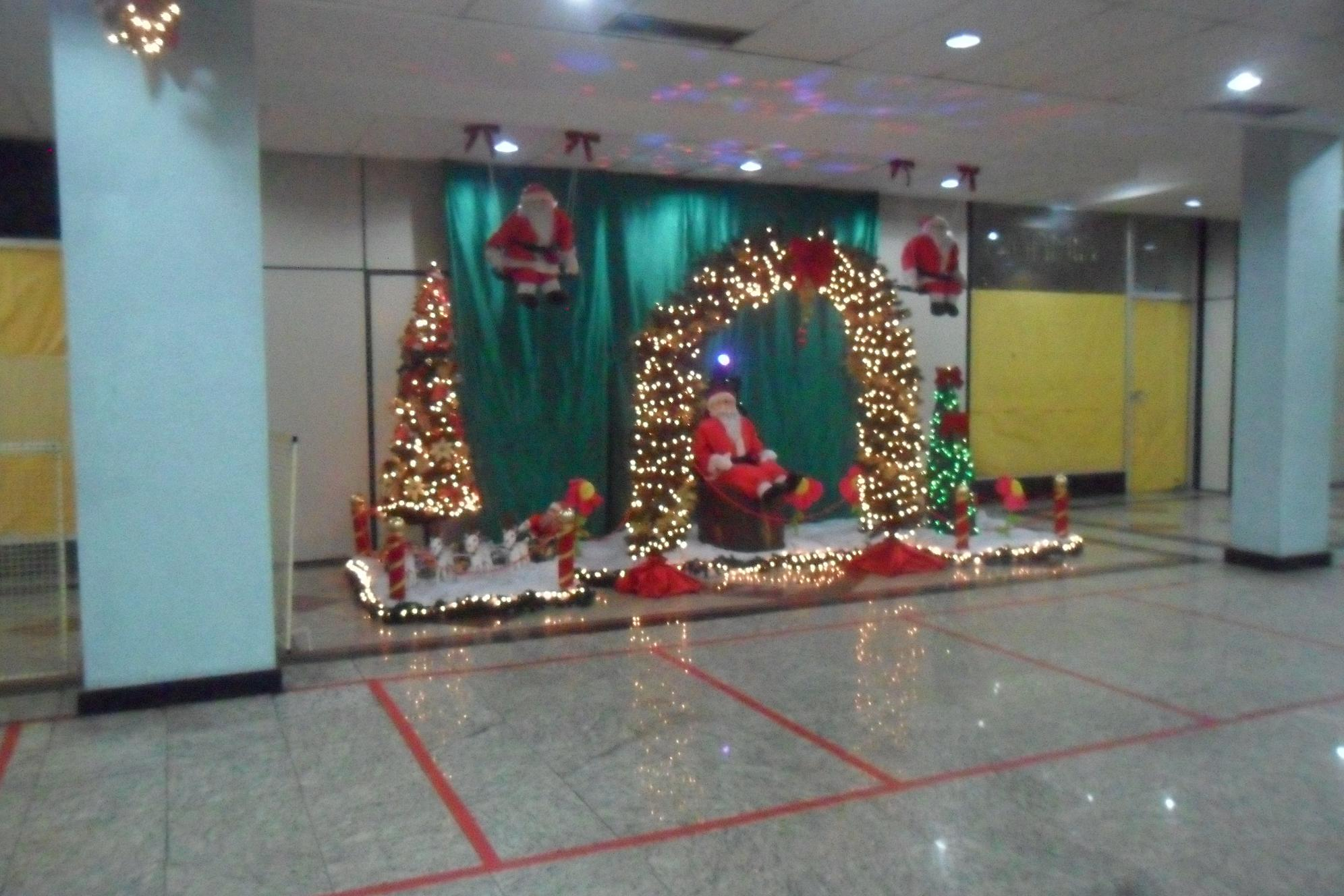
Parte interna do Shopping do Méier em 2013

Foi inaugurado em 1963. Entre as décadas de 70 e 80 agregava 30 lojas e três âncoras: supermercado Peg Pag, loja de departamentos Sears/Sandiz e Lojas Brasileiras (Lobras), além de restaurantes e lanchonetes.
Foi projetado pelo arquiteto João Henrique Rocha, segundo colocado no concurso para elaboração do Plano Piloto de Brasília, e também autor do Centro Empresarial de São Paulo, de 1973, considerado o primeiro intelligent building do Brasil.
O bairro do Méier foi escolhido em função do apogeu comercial da época, sendo superado, em importância, apenas por Madureira e Copacabana. É importante lembrar que o Rio de Janeiro era, até 1960, a capital federal do Brasil.

## Infraestrutura
O terreno de esquina tem frentes de 100 e 50 metros e área total de 5.800 m². Sua área construída total é de aproximadamente 16 mil m². O projeto se desenvolve em três pavimentos. Os dois primeiros ocupam todo a projeção do terreno e recebem os espaços comerciais. O terceiro é cobertura parcialmente ocupada com sobrelojas das âncoras e restaurante onde terraços visitáveis, jardins e estacionamento são áreas abertas. No subsolo se localizam carga e descarga, serviços e instalações.
A planta dos dois primeiros pavimentos se organiza com circulações paralelas à fachada principal, formando uma faixa frontal regular e uma porção irregular nos fundos do terreno, ocupada com serviços no térreo e loja âncora nos pavimentos superiores. O miolo da faixa regular forma núcleo com circulações verticais, sanitários e serviços, ao redor do qual desenvolvem circulações e lojas na periferia e no centro. A planta do terceiro pavimento equilibra as partes cobertas em faixa longitudinal junto à fachada principal e na porção irregular de fundos. A fachada frontal se apresenta ritmada pela presença dos pilares que determinam 11 vãos dos quais somente o extremo da esquina é totalmente cego. No pavimento térreo, a abertura de acesso se faz pelo recesso centralizado, e assimétrico em relação aos módulos transparentes, de três módulos contíguos. A fachada lateral dá acesso somente aos veículos na sua extremidade de divisa, apresenta vitrines no térreo e paredes cegas no segundo pavimento.
O edifício tem o porte e o ar de grande estabelecimento tradicional. Os dois primeiros pavimentos conformam volume horizontal e a cobertura é tratada como terraço aberto no qual as partes cobertas frontais ocorrem sob laje apoiada em delgados pilares. A horizontalidade da fachada principal contrasta com entorno em renovação.

## Controvérsia

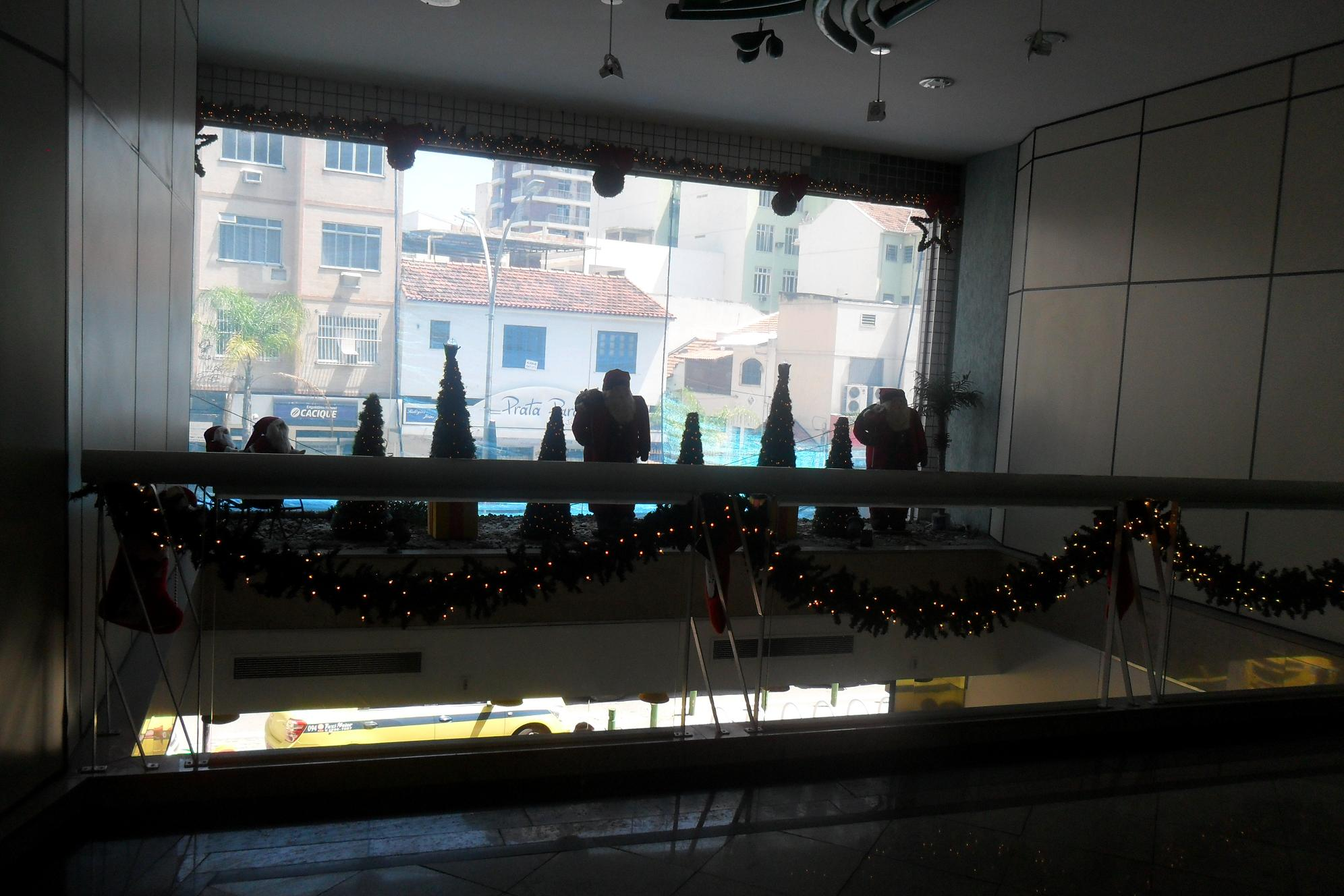
Parte interna do Shopping do Méier

O Shopping do Méier, criado em 1963 se intitula o "shopping mais antigo do país", pois de fato, foi fundado antes do paulistano Shopping Iguatemi (1966), usualmente considerado o pioneiro pela Associação Brasileira de Shopping Centers (ABRASCE), que não o reconhece como um shopping, devido às suas características físicas.